# Бетансес (Порторико)
Бетансес (шп. Betances) град је у америчкој острвској територији Порторико, острвској држави Кариба.

## Демографија
По попису из 2010. године број становника је 876, што је 41 (4,9%) становника више него 2000. године.
| Група             | 2000.       | 2010.       |
| Белци             | 2 (0,2%)    | 1 (0,1%)    |
| Афроамериканци    | 9 (1,1%)    | 22 (2,5%)   |
| Азијати           | 0 (0,0%)    | 1 (0,1%)    |
| Хиспаноамериканци | 833 (99,8%) | 874 (99,8%) |
| Укупно            | 835         | 876         |